# Martonvásár
Martonvásár este un oraș în districtul Martonvásár, județul Fejér, Ungaria, având o populație de 5.562 de locuitori (2011). 

## Demografie
Componența etnică a orașului Martonvásár
     Maghiari (96,76%)
     Necunoscut (0,75%)
     Alții (2,49%)
Componența confesională a orașului Martonvásár
     Romano-catolici (30,83%)
     Fără religie (18,3%)
     Reformați (9,08%)
     Atei (1,87%)
     Luterani (1,74%)
     Necunoscută (37,67%)
     Greco-catolici (0,5%)
     Alte religii (1,47%)
Conform recensământului din 2011, orașul Martonvásár avea 5.562 de locuitori. Din punct de vedere etnic, majoritatea locuitorilor (96,76%) erau maghiari. Apartenența etnică nu este cunoscută în cazul a 0,75% din locuitori. Nu există o religie majoritară, locuitorii fiind romano-catolici (30,83%), persoane fără religie (18,3%), reformați (9,08%), atei (1,87%) și luterani (1,74%). Pentru 37,67% din locuitori nu este cunoscută apartenența confesională.